# Mangueirão (bairro)

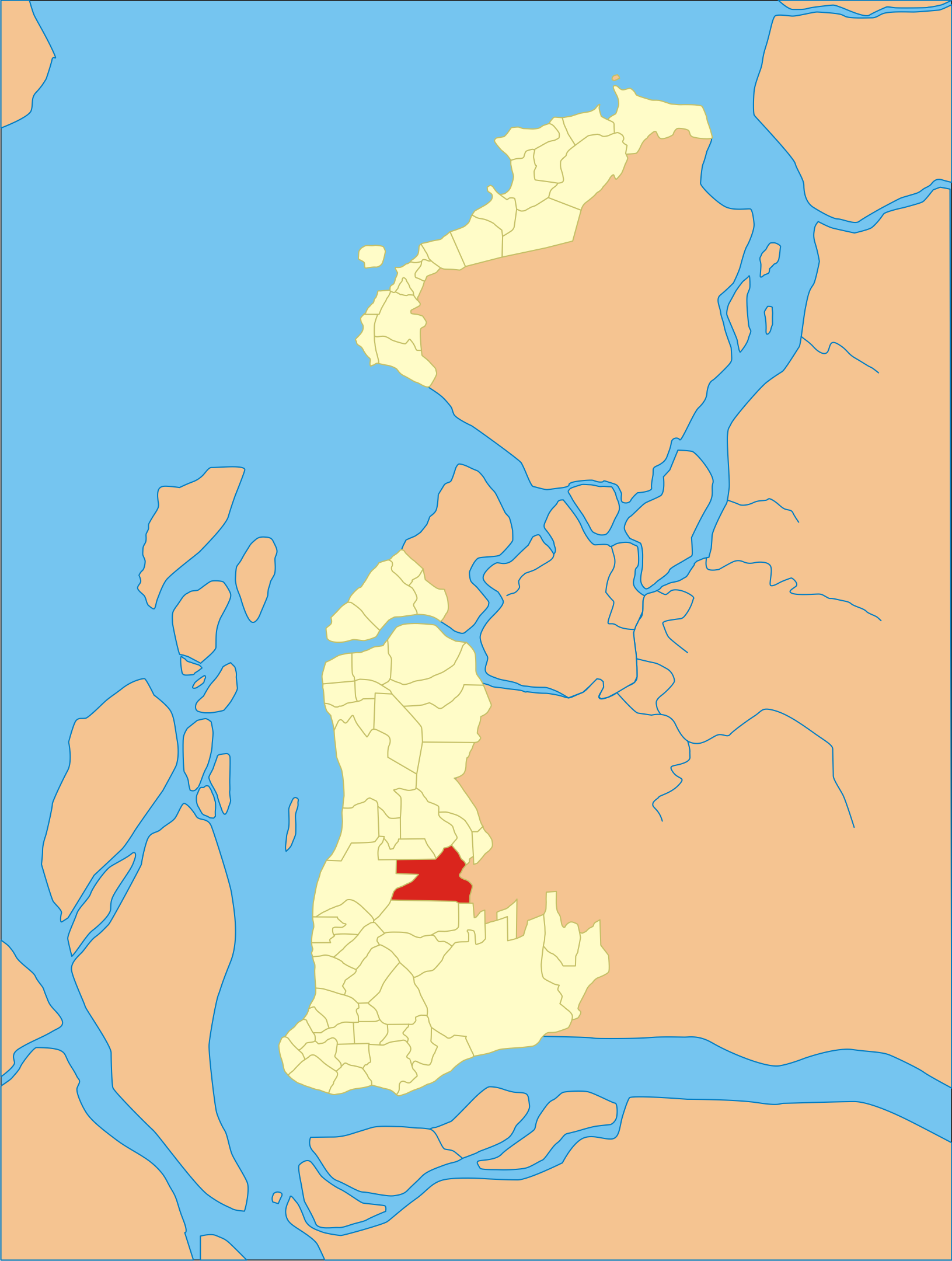
Localização do bairro Mangueirão em Belém do Pará

Mangueirão é como é conhecido popularmente o Estádio Olímpico do Pará e acabou emprestando o nome ao bairro de Belém, que também abriga o único Planetário da região norte do Brasil, localizado entre uma extensa área verde pertencente à Marinha, o Estádio Olímpico e a rodovia Augusto Montenegro. 
No Mangueirão, ainda encontramos dois conjuntos habitacionais e um residencial: 
- Conjunto Catalina: conjunto habitacional direcionado aos funcionários da Aeronáutica e COMARA.
- Conjunto Xavante I, II e III: conjunto que cerca o Catalina, são blocos de apartamentos de dois andares.
-Residencial Carmelândia
No bairro também está o Instituto Médico Legal do Pará.